# جری بالدوین
جری بالدوین، (به انگلیسی: Jerry Baldwin) کارآفرین، بازرگان و مدیر ارشد اجرایی آمریکایی است، که در سال ۱۹۷۱ با مشارکت زو سیگل و گوردون بوکر شرکت استارباکس را تأسیس نمود. استارباکس هم‌اکنون با در اختیار داشتن شبکه گسترده‌ای از ۲۰٫۷۳۷ شعبه در کشورهای مختلف، بزرگ‌ترین کافی‌شاپ زنجیره‌ای در جهان محسوب می‌شود.